# Johann Gottfried Steffan

J. G. Steffan in seinem Atelier

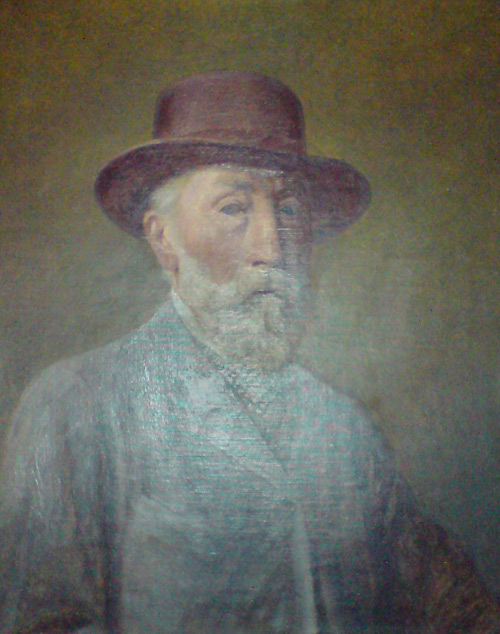
Selbstporträt

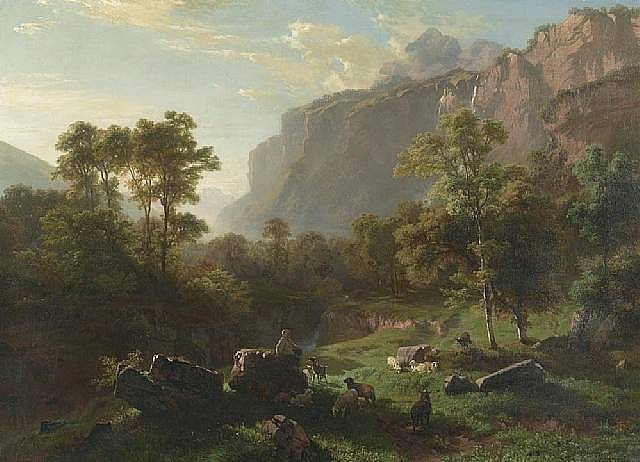
Junger Hirte mit Ziegen und Schafen, 1858

Johann Gottfried Steffan (* 13. Dezember 1815 in Wädenswil; † 16. Juni 1905 in München) war einer der bedeutendsten Schweizer Landschaftsmaler des 19. Jahrhunderts. Er gehört zu den bekannten Vertretern der Münchner Schule.
Er war Vater von Arnold Steffan (1848–1882).

## Leben
Nach einer Lehre als Schriftlithograf in seiner Heimatgemeinde reiste Steffan 1833 zur weiteren Ausbildung nach München. Er besuchte die dortige Akademie der bildenden Künste unter Peter von Cornelius. Unter dem Einfluss von Carl Rottmann wandte er sich der realistischen Landschaftsmalerei zu. Steffans Atelier wurde zum Mittelpunkt der Schweizer Künstler in München. In seinem Atelier arbeitete unter anderem Arnold Böcklin. Mit zahlreichen Kollegen – darunter Rudolf Koller – unternahm er Studienreisen in die Schweizer Alpen, bevorzugt ins Glarnerland und an den Walensee. In späteren Jahren besuchte er vermehrt Berchtesgaden und die Ramsau, wo er viele seiner Motive fand. Steffans Bilder sind idealisierte Landschaften der Münchner Schule, bevorzugt Gebirgsdarstellungen. Mindestens ein Drittel stellen Voralpen-Landschaften dar.

## Hauptwerke
- Mittag in den Glarner Alpen, Bergbach (1857), Aargauer Kunsthaus, Aarau
- Der Mont d'Orge bei Sitten (1869), Kunstmuseum Luzern
- Alp im Klöntal (1880), Kunsthaus Glarus
- Bergsee bei heranziehendem Gewitter (1886), Kunsthaus Zürich